# Medisch-Pedagogisch Instituut
Een Medisch-Pedagogisch Instituut of MPI is een verzorgingsinstelling van de Vlaamse gemeenschap voor jongeren met een fysieke of verstandelijke beperking en/of gedragsstoornissen, afwijkende thuissituaties (echtscheiding, mishandeling, enz.), die niet in het regulier thuismilieu kunnen opgevangen worden. Het bestaat uit een aangepaste verblijfsvoorziening (leefgroep) en soms ook een school voor buitengewoon onderwijs. Soms is er aan de instelling ook een revalidatiecentrum verbonden.
Een MPI is meestal specifiek voor het soort problematiek. Zo zijn er MPI's voor jongeren met een auditieve beperking (heeft betrekking op het gehoor), visuele beperking (betrekking op het zicht), fysieke beperking, verstandelijke beperking, gedragsstoornissen en/of afwijkende thuissituaties. De trend om gehandicapte jongeren zo veel mogelijk in hun eigen milieu te laten opgroeien laat zich ook hier voelen. Sommige jongeren verblijven wel in een MPI, maar bezoeken van daaruit als GON-leerling een gewone school. Om van een MPI-gebruik te kunnen maken is een CLB-attest nodig, en een erkenning door het Vlaams Fonds. In principe is een MPI er voor leerplichtige leerlingen, maar uitzonderlijk kan men ook eerder (vanaf de kleuterleeftijd) of langer (tot 21 jaar) in een MPI verblijven. Vandaaruit gaan sommige jongeren dan naar aangepaste woonvoorzieningen voor volwassen gehandicapten, andere jongeren worden gewoon weer thuis geplaatst, al dan niet met ambulante begeleiding.
In 2014 gebeurde er een omschakeling van MPI naar MFC, wat staat voor Multifunctioneel Centrum.